# Колударово
Колударово — село в Земетчинском районе Пензенской области России, входит в состав Салтыковского сельсовета.

## География
Село расположено на берегу реки Оторма в 17 км на юго-запад от центра сельсовета села Салтыково и в 19 км к северо-западу от районного центра посёлка Земетчино.

## История
Основана на землях, отказанных в 1688 г. боярину Федору Салтыкову и его сыну Василию. Упоминается в 1706 г., когда сюда, в сельцо Дмитриевское, Верхняя Оторма тож, были переведены крестьяне из с. Девичий Рукав Шацкого уезда. В 1727 г. к ним добавились крестьяне из с. Троицкого Коломенского уезда. Новое название – по фамилии помещика, полковника А.А. Колударова (1745 г.). Клировые ведомости по церкви с. Верхняя Оторма за 1848 г. С середины XIX — в начале XX века село входило в состав Никольско-Отормской волости Моршанского уезда Тамбовской губернии. В 1881 г. у крестьян села на 176 дворов имелось 1236 десятин надельной земли, 300 дес. брали в аренду, насчитывалось 306 рабочих лошадей, 167 коров, 1080 овец, 317 свиней, в 25-ти дворах занимались пчеловодством (372 улья), 25 садов (613 деревьев). В 1888 г. в селе находилось имение почетного гражданина Василия Степановича Овсянникова. У него вместе с д. Стефия имелось 2500 десятин земли, в том числе 300 – в основном строевого леса; 52 рабочих и экипажных лошади, 16 волов, 35 коров; в имении 10 плугов, 30 железных борон,2 молотилки, 4 веялки; помещик сдавал в аренду сад за 75 и выгон по пару и жнивью – за 600 рублей. В 1913 г. в селе винокуренный завод братьев Атрыганьевых, механическая мастерская, амбулатория, земская и церковноприходская школы.
С 1928 года село являлось центром Колударовского сельсовета Земетчинского района Тамбовского округа Центрально-Чернозёмной области (с 1939 года — в составе Пензенской области). В 1934 г. насчитывалось 375 дворов, колхоз «Красный пахарь». С 1941 по 1958 год село в составе Салтыковского района, центральная усадьба колхоза имени Андреева. В 1980-е годы село в составе Отормского сельсовета, с 2010 года — в составе Салтыковского сельсовета.

## Население
| 1862  | 1877  | 1881  | 1897  | 1913  | 1926  | 1934  |
| ----- | ----- | ----- | ----- | ----- | ----- | ----- |
| 1288  | ↘1122 | ↗1178 | ↗1330 | ↗1503 | ↗1876 | ↘1870 |
| 1936  | 1959  | 1979  | 1989  | 1998  | 2002  | 2010  |
| ↘1836 | ↘1241 | ↘530  | ↘264  | ↘233  | ↘192  | ↘84   |